# Умершие в январе 2011 года
Это список известных людей, соответствующих установленным критериям значимости (см. Википедия:Критерии значимости персоналий), умерших в январе 2011 года.
Причина смерти указывается лишь в исключительных случаях (убийство, самоубийство, гибель в результате военных действий, смертная казнь, ДТП или несчастные случаи). В остальных случаях — не указывается.

## Список

### 1 января
- Абрамов, Николай Александрович[англ.] (26) — российский футболист, член молодёжной сборной России[1].
- Балл, Георгий Александрович (83) — российский писатель[2].
- Йоргенсен, Флемминг (63) — датский актёр и рок-музыкант[3].
- Марин, Константин (85) — румынский музыкант, композитор, эксперт музыки Возрождения[4].
- Телегин, Дмитрий Яковлевич (91) — историк, этнограф, археолог.
- Хеннеберг, Герд Михель (88) — немецкий актёр театра и кино (ГДР). [www.kino-teatr.ru/kino/acter/m/euro/26992/bio/]
- Юсоф, Файзал (32) — малайзийский актёр. [www.kino-teatr.ru/kino/acter/asia/333341/works/]

### 2 января

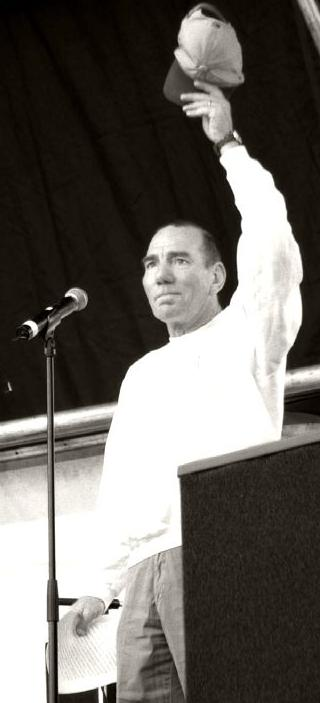
Пит Постлетуэйт

- Анни, Анна (84) — итальянская художница по костюмам, номинантка на кинопремию «Оскар» (1986)[5].
- Бхагат, Бали Рам (88) — индийский государственный и политический деятель, министр иностранных дел Индии (1985—1986), председатель Общества дружбы Индия — Россия[6].
- Кальт, Ханс (86) — швейцарский спортсмен, серебряный призёр Олимпийских игр в Лондоне (1948) и бронзовый призёр Олимпийских игр в Хельсинки (1952) по академической гребле[7].
- Маэс, Туве (79) — датская актриса. [www.kino-teatr.ru/kino/acter/w/euro/166179/bio/]
- Массон, Эмиль (95) — бельгийский велогонщик, победитель Флеш Валонь (1938), Париж — Рубе (1939)[8].
- Осборн, Джон (74) — премьер-министр Монтсеррата (1978—1991; 2001—2006)[9].
- Постлетуэйт, Пит (64) — английский актёр, номинант кинопремии «Оскар»; рак[10].
- Сигар, Мириам (103) — американская актриса, одна из последних звёзд немого кино. [www.kino-teatr.ru/kino/acter/w/hollywood/301445/bio/]
- Смит, Патриция (80) — американская актриса. инфаркт[11]
- Стивенсон, Марго (98) — американская актриса[12].
- Уинтерс, Ричард (92) — американский офицер, участник Второй мировой войны, герой сериала «Братья по оружию»[13].
- Фрэнсис, Энн (80) — американская актриса и модель[14].
- Хоббс, Питер (92) — американский актёр[15].
- Шилоах, Йосеф (69) — израильский актёр («Горячая жевательная резинка», «Рэмбо 3»)[16].

### 3 января
- Грищенко, Валентин Иванович (83) — украинский учёный-медик, директор Института проблем криобиологии и криомедицины НАН Украины[17].
- Йёнссон, Нине-Кристине (84) — шведская актриса. [www.kino-teatr.ru/kino/acter/euro/333704/works/]
- Каминский, Владимир Дмитриевич (58) — российский кларнетист, солист Академического симфонического оркестра Саратовской филармонии, заслуженный артист Российской Федерации (1994).
- Монаков, Юрий Борисович (68) — российский химик, академик РАН[18].
- Скороход, Анатолий Владимирович (81) — советский и украинский математик, автор ряда монографий и учебников по теории вероятностей и математической статистике[19].
- Стаке, Жорж (78) — французский актёр. [www.kino-teatr.ru/kino/acter/m/euro/109308/bio/]
- Хаворт, Джилл (65) — английская актриса[20].
- Хаджич, Фадил (88) — хорватский режиссёр, сценарист, драматург и журналист[21].
- Хаустов, Валентин Алексеевич (74) — советский и российский конструктор вооружений, лауреат Государственной премии СССР (1972)[22].
- Штриттматтер, Эва (80) — германская писательница, жена писателя Эрвина Штриттматера, самый издаваемый германский поэт второй половины 20-го века[23].
- Яремски, Збигнев (61) — польский спортсмен-легкоатлет, серебряный призёр Олимпийских игр в Монреале (1976) в эстафете 4×400[24].

### 4 января

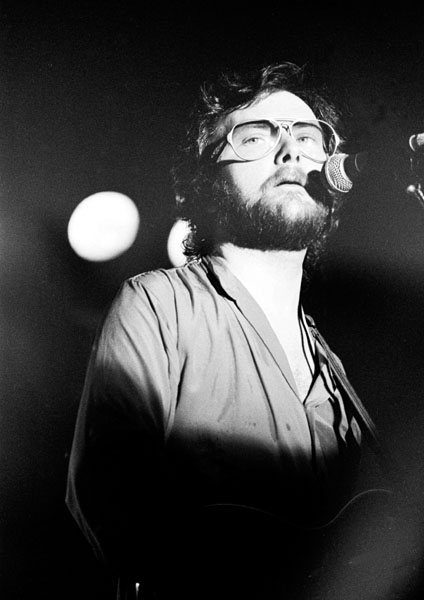
Джерри Рафферти

- Али Реза Пехлеви (44) — младший сын Мохаммеда Реза Пехлеви и его третьей жены, императрицы Фарах, самоубийство[25].
- Буазизи, Мохаммед (26) — молодой человек, совершивший самосожжение в Тунисе. Это самосожжение стало началом Жасминовой революции в Тунисе[26]
- Грикявичюс, Альмантас (75) — литовский кинорежиссёр. [www.kino-teatr.ru/kino/director/sov/32959/bio/]
- Ди Лоренцо, Аннека (58) — американская актриса («Калигула»). [www.kino-teatr.ru/kino/acter/hollywood/195179/bio/]
- Карн, Мик (52) — гитарист рок-группы Japan; рак[27].
- Кинг-Смит, Дик (88) — британский детский писатель[28].
- Мулейн, Коен (73) — нидерландский футболист[29].
- Митчелл, Херб (73) — американский актёр. [www.kino-teatr.ru/kino/acter/hollywood/66516/works/]
- Погорельцев, Валерий Александрович (70) — российский актёр. [www.kino-teatr.ru/kino/acter/m/sov/8039/bio/]
- Рафферти, Джерри (63) — шотландский музыкант[30].
- Тазир, Салман (64) — губернатор пакистанской провинции Пенджаб; убийство[31].
- Фридман, Бернард, Харпер (84) — американский писатель-биографист и художественный критик[32].
- Хрисанф (73) — митрополит Вятский и Слободской (1978—2011) Русской православной церкви[33].
- Хюбш, Хадайятулла (64) — немецкий писатель и журналист, представитель германского мусульманского сообщества[34].

### 5 января

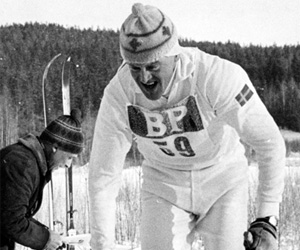
Ассар Рёнлунд

- Данилов, Михаил Александрович (73) — российский политический деятель, геолог, публицист. Депутат Государственной думы первого созыва (1994—1995)[35].
- Коробчинский, Александр Леонидович (41) — украинский политик, президент промышленно-строительной группы «Интострой», глава Партии промышленников и предпринимателей Украины, кандидат в мэры Одессы; убийство[36].
- Нургалиев, Утежан (72) — казахстанский поэт[37].
- Пердайсез, Агустин (76) — филиппинский политик, губернатор провинции Восточный Негрос[38].
- Рёнлунд, Ассар (75) — шведский лыжник, олимпийский чемпион в Инсбруке (1964) в лыжной эстафете 4×10 км, серебряный призёр олимпиады в Гренобле (1968) в эстафете 4×10 км и в гонке на 50 км.[39]
- Сизов, Борис Николаевич (74) — директор Государственной научной педагогической библиотеки им. К. Д. Ушинского (1988—2008)[40].
- Харт, Дэвид (66) — британский писатель и драматург, предприниматель и советник Маргарет Тэтчер[41].

### 6 января
- Дурян, Оган Хачатурович (88) — армянский дирижёр и композитор[42].
- Кинкейд, Арон (70) — американский актёр[43].
- Майер, Олли (65) — немецкий (ФРГ) актёр. [www.kino-teatr.ru/kino/acter/euro/333342/works/]
- Сумин, Пётр Иванович (64) — губернатор Челябинской области (1996—2010)[44].
- Шевчук, Игорь Сергеевич (57) — генеральный конструктор ОАО «Туполев»[45]..

### 7 января
- Бахманн, Хельга (79) — исландская актриса («Тень ворона»)[46].
- Баяндур, Анаит Сергеевна (70) — армянская переводчица, правозащитница и общественный деятель[47].
- Веруп, Мик (52) — немецкий актёр. [www.kino-teatr.ru/kino/acter/euro/333338/works/]
- Гарднер, Дерек (79) — английский инженер, сконструировавший ряд спортивных автомобилей категории Формула-1 (Tyrrell 001,Tyrrell 002,Tyrrell 003,Tyrrell 004,Tyrrell 005,Tyrrell 006,Tyrrell 007,Tyrrell P34)[48].
- Кольбергер, Кшиштоф (60) — польский актёр («Заклятие долины змей»). [www.kino-teatr.ru/kino/acter/m/euro/136275/bio/].
- Коцюбинская, Михайлина Фоминична (79) — украинский литературовед, общественный деятель[49].
- Носовицкий, Григорий Евсеевич (87) — советский учёный, конструктор ракетной техники.
- Сеноньер, Симона (17) — итальянская прыгунья с трамплина[50].

### 8 января

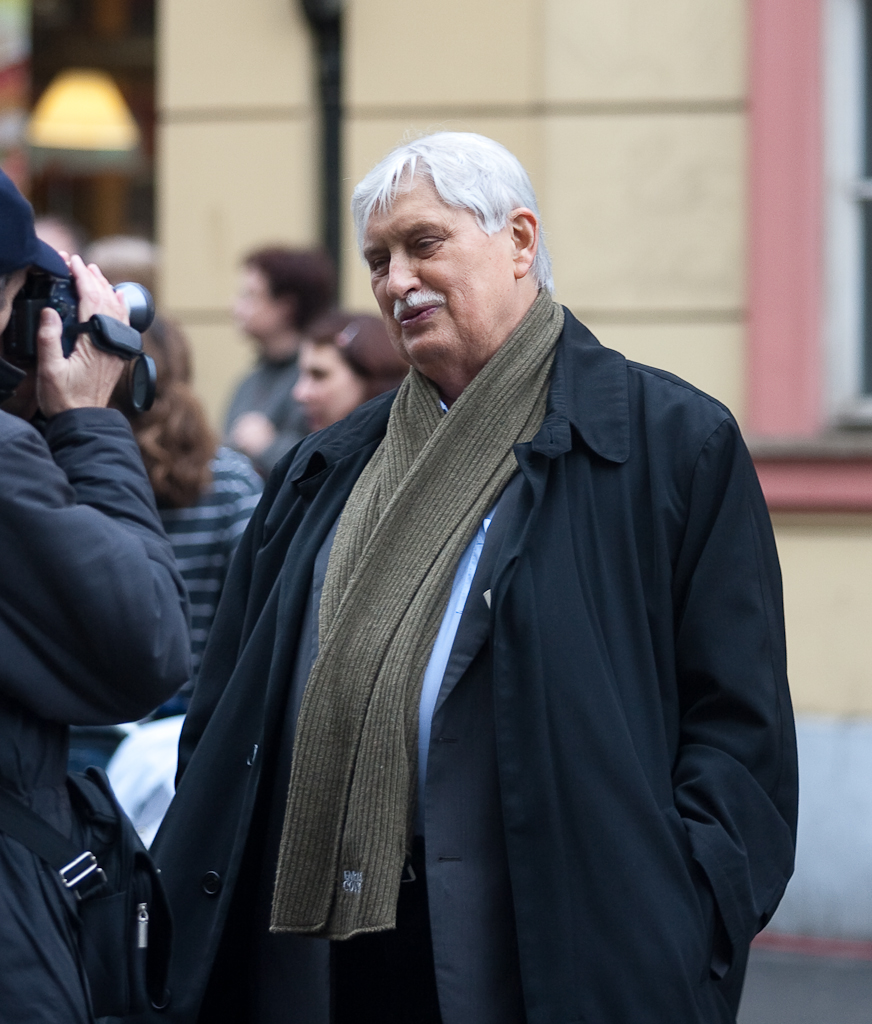
Иржи Динстбир

- Вац, Кирилл Степанович (80) — актёр, диктор Иновещания. [www.kino-teatr.ru/kino/acter/m/star/17896/bio/]
- Гэмбрилл, Майкл (75) — британский велогонщик, бронзовый призёр летних Олимпийских игр в Мельбурне (1956) в командной гонке преследования[51]. Архивная копия от 18 апреля 2020 на Wayback Machine
- Динстбир, Иржи (73) — первый министр иностранных дел Чехословакии (1989—1992) после «бархатной революции»[52].
- Дональдсон, Питер (58) — канадский актёр[53].
- Ладутько, Иван Иванович (94) — ветеран Великой Отечественной войны, Герой Советского Союза[54].
- Медриш, Давид Наумович (84) — российский литературовед и фольклорист, пушкинист, автор более 200 научных и учебно-методических работ.
- Рейсман, Дел (86) — американский сценарист и продюсер[55].
- Ролл, Джон Маккарти (63) — федеральный судья США, убит в Тусоне.[56]
- Свенссен, Торбьёрн (86) — норвежский футболист, капитан сборной Норвегии (1948—1962), рекордсмен своей страны по количеству сыгранных за сборную матчей (104)[57].
- Симон, Хуан Пикер (74) — испанский сценарист, режиссёр и продюсер[58].
- Трамбо, Кристофер (70) — американский сценарист[59].
- Утесинов, Рахмет Утесинович (83) — казахстанский нефтяник, писатель, член Союза писателей СССР с 1987 года[60].

### 9 января
- Бабар, Насирулла (82) — министр внутренних дел Пакистана (1993—1996); последствия инсульта[61].
- Брунетти, Париде (94) — итальянский партизан[62].
- Йетс, Питер (82) — английский кинорежиссёр («Буллит», «Война Мёрфи», «Уходя в отрыв» и др.), дважды номинант кинопремии «Оскар»[63].
- Сербский, Виктор Соломонович (77) — член Союза российских писателей (с 1996-го), собиратель и хранитель крупнейшего частного собрания поэзии на русском языке[64].

### 10 января

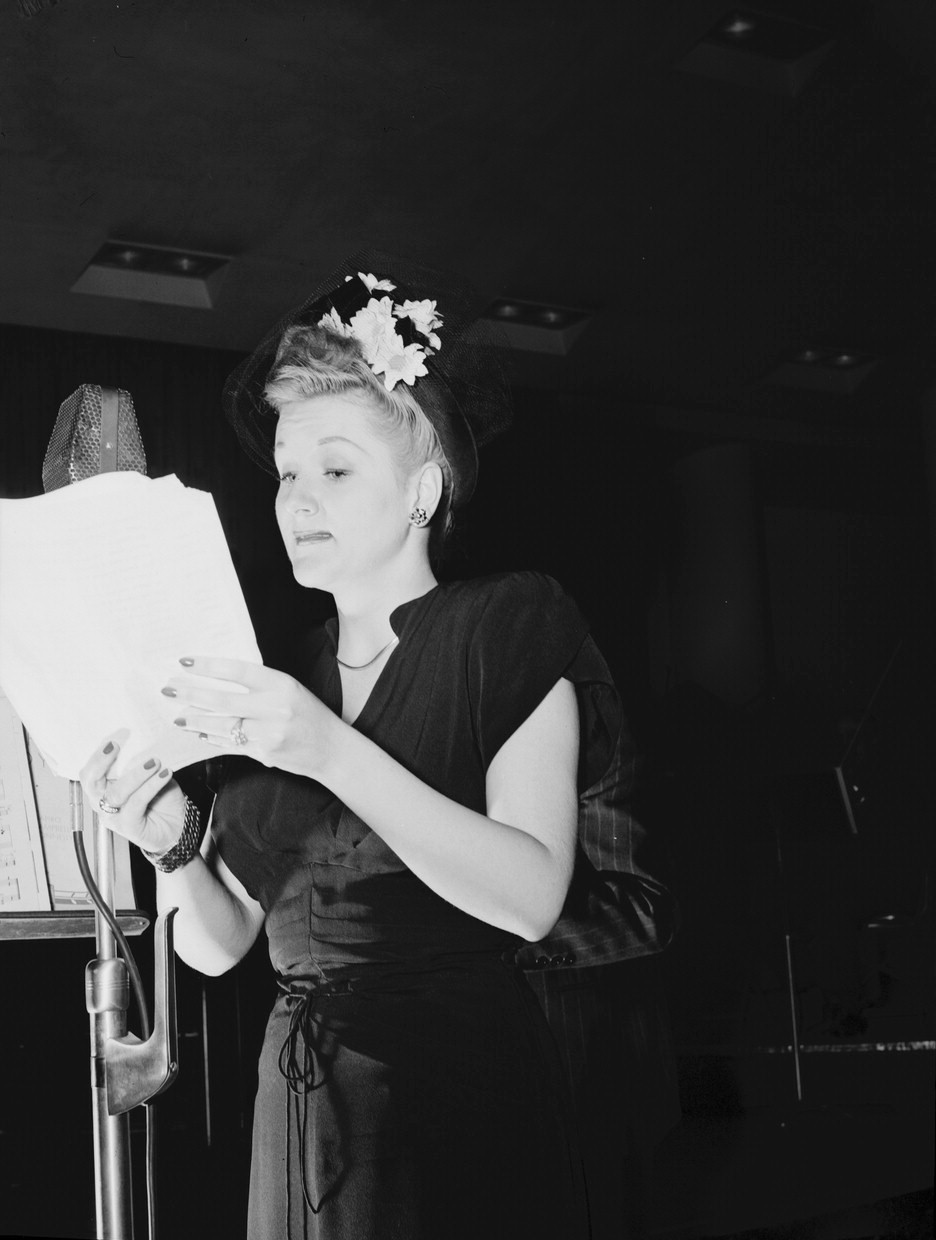
Маргарет Уайтинг

- Бутчер, Ричард (29) — английский футболист, полузащитник футбольного клуба Маклсфилд Таун[65]
- Власов, Леонид Васильевич (84) — российский историк[66].
- Волченков, Алексей Алексеевич (56) — советский хоккеист, чемпион СССР в составе ЦСКА, отец хоккеиста Антона Волченкова[67].
- Горс, Джо (79) — американский писатель и сценарист, автор детективных произведений[68].
- Дай, Джон (47) — американский актёр[69].
- Квирая, Шота (59) — грузинский политик, министр внутренних дел (1993—1995) и государственной безопасности (1995—1997)[70].
- Костич, Боривое (80) — югославский футболист, Олимпийский чемпион (1960)[71].
- Наварро, Хуанито (86) — испанский актёр. [www.kino-teatr.ru/kino/acter/euro/210920/works/]
- Уайтинг, Маргарет (86) — американская актриса и джаз-, поп-исполнительница[72].
- Шок, Вивек (47) — индийский киноактёр[73].

### 11 января
- Берцик, Золтан (73) — венгерский теннисист, неоднократный чемпион Европы по настольному теннису (1958, 1960), призёр чемпионатов мира (1957, 1959, 1961)[74]
- Бугдаев, Илья Эрдиевич (72) — председатель Верховного Совета Республики Калмыкия[75].
- Лоусон-Джонстон, Одри (95) — последняя остававшаяся в живых пассажирка океанского лайнера «Лузитания»[76].
- Нельсон, Дэвид (74) — американский актёр, режиссёр и продюсер[77].
- Трудел, Марсель (93) — канадский историк и писатель, автор более 40 книг по истории Новой Франции[78].
- Сегаль, Зеэв (64) — израильский юрист[79].
- Сиротинская, Ирина Павловна (78) — российский архивист и литературовед, близкий друг писателя Варлама Шаламова, правопреемник, хранитель и публикатор его наследия[80].
- Эрцеган, Милан (95) — президент Международной федерации борьбы (FILA) в 1972—2002 годах[81].

### 12 января
- Бютикофер, Ханс (95) — швейцарский бобслеист, серебряный призёр зимних Олимпийских игр в Гармиш-Партенкирхене (1936)[82].
- Пицерни, Пол (88) — американский актёр[83].
- Семенченко, Галина Павловна (101) — старейшая актриса Санкт-Петербурга, заслуженная артистка России, «королева военных концертов»[84].

### 13 января
- Древс, Эгон (84) — западногерманский каноист, двукратный бронзовый медалист Олимпийских игр в Хельсинки (1952)[85]. Архивная копия от 17 апреля 2020 на Wayback Machine
- Ланге, Хельмут (87) — германский актёр[86].
- Морозов, Иван Георгиевич (91) — советский физик, государственный и партийный деятель.
- Молчанов, Анатолий Владимирович (78) — российский поэт, член Союза писателей России, «летописец ленинградской блокады»[87].
- Стреленко, Мария Борисовна (34) — российская биатлонистка, мастер спорта международного класса, рак[88].
- Стюарт, Эллен (91) — американский театральный режиссёр и продюсер, основательница экспериментального театра-студии «Ла МаМа»[89].
- Пансикар, Прабхакар (79) — индийский актёр и театральный продюсер. [www.kino-teatr.ru/kino/acter/asia/333706/bio/]
- Тилш, Вальтер (60) — немецкий актёр. [www.kino-teatr.ru/kino/acter/euro/333604/works/]
- Фридман, Тувья (88) — израильский журналист и общественный деятель, «охотник за нацистами»[90].
- Хьорт, Грегори (47) — австралийский шахматист.

### 14 января

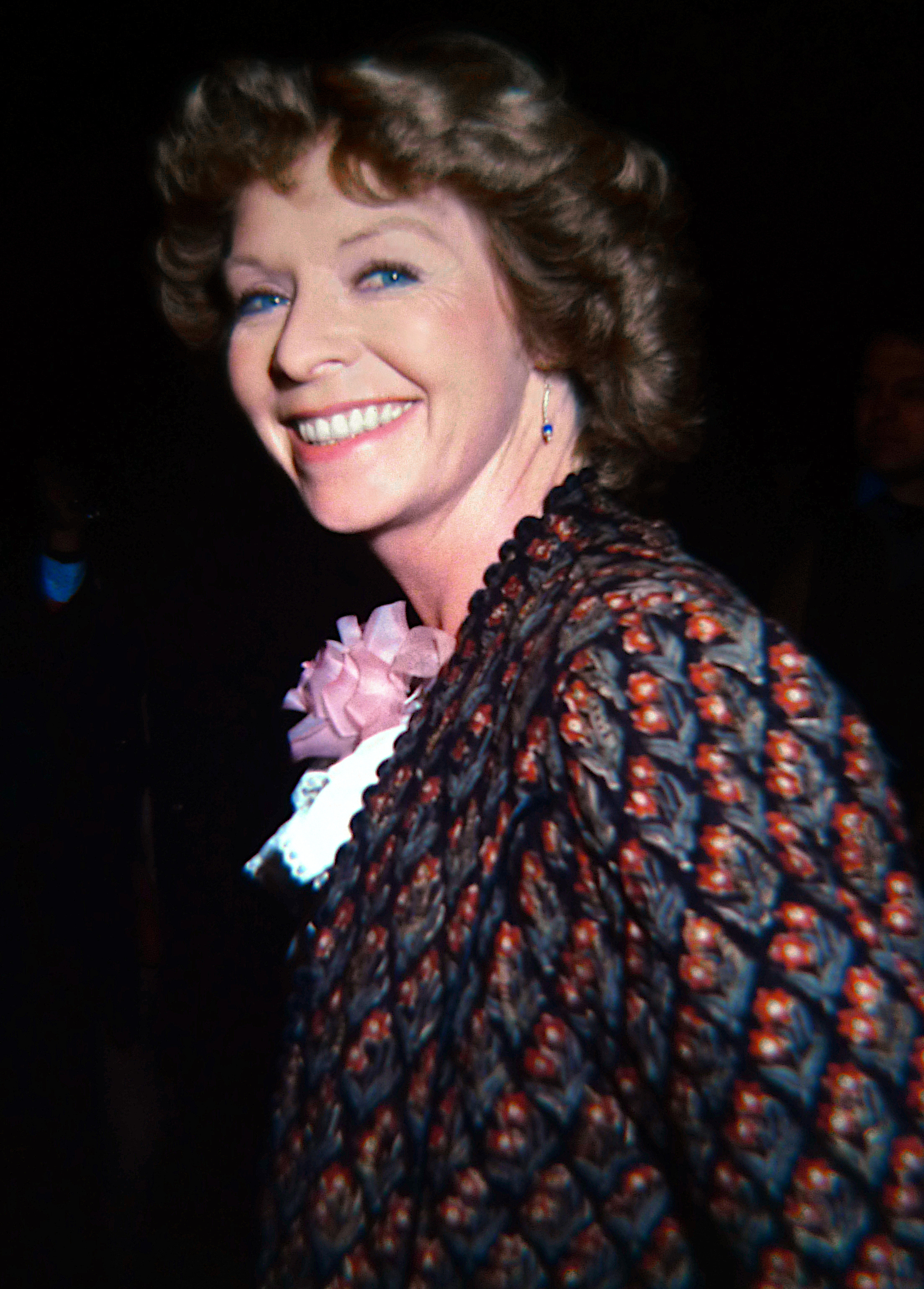
Сюзанна Йорк

- Аксельссон, Сун (75) — шведская поэтесса, романист, переводчик и журналист[91].
- Бойматова, Эначон (86) — председатель колхоза «Москва» Канибадамского района Таджикской ССР (1957—1988) Герой Социалистического Труда[92].
- Кинэн, Триш (42) — британская певица, участница рок-группы Broadcast; осложнения после «свиного гриппа»[93].
- Кэрролл, Джорджия (91) — американская актриса и модель[94].
- Лю Хуацин (95) — китайский политик, военачальник, главнокомандующий военно-морским флотом КНР в 1982—1988 гг, генерал армии (1988), вице-председатель Центральной Военной комиссии КНР (1989), член постоянного комитета Политбюро ЦК КПК[95].
- Пост, Питер (77) — нидерландский велосипедист, победитель велогонки Париж — Рубе (1964)[96].
- Уинн, Миссисипи (113) — американская долгожительница, старейшая афроамериканка, последний в истории ребёнок от родителей-рабов в США[97].
- Хосокава, Тосиюки (70) — японский актёр[98]

### 15 января
- Глазер, Стефани (90) — швейцарская актриса. [www.kino-teatr.ru/kino/acter/euro/333336/works/]
- Грант, Кеннет (86) — британский оккультный писатель и поэт[99].
- Йорк, Сюзанна (72) — английская актриса, номинантка на кинопремию «Оскар»; рак. [www.kino-teatr.ru/kino/acter/w/hollywood/64199/bio/]
- Линни, Ромул (80) — американский драматург и актёр[100].
- Лофтхаус, Нэт (85) — английский футболист[101].
- Прытков, Юрий Александрович (90) — советский и российский режиссёр анимационного кино[102].

### 16 января
- Аскуит, Джулиан (94) — администратор Сент-Люсии (1958—1962), губернатор Сейшельских островов (1962—1967)[103].
- Гасанов, Абдула Яхьяевич (80) — подполковник госбезопасности, член Союза журналистов России[104].
- Голодковская, Галина Андреевна (83) — советский инженер-геолог, доктор геол.-минер. наук (1968), Заслуженный профессор МГУ (1996), лауреат Государственной премии СССР (1988), Заслуженный деятель науки Российской Федерации[105].
- Грахов, Анатолий Андреевич (88) — советский и российский фотограф[106].
- Гринбаум, Натан Соломонович (94) — советский филолог-антиковед и лингвист[107].
- Селиванов, Владимир Дмитриевич (Буряк) (66) — украинский поэт, прозаик, учёный-литературовед[108].

### 17 января
- Дей, Гита (79) — индийская актриса[109].
- Дютур, Жан (91) — французский писатель, член Французской академии, академик Сербской академии наук и искусств, президент Ассоциации защиты французского языка (до 2010 года)[110].
- Киршнер, Дон (77) — американский рок-импресарио, «человек с золотым ухом». [www.beatles.ru/news/news.asp?news_id=6565]
- Кошкин, Владимир Моисеевич (74) — советский и украинский физик, лауреат Государственной премии Украины (2001), заслуженный деятель науки и техники Украины (2009).
- Кукоба, Анатолий Тихонович (62) — глава администрации Полтавской области (1999—2000), депутат Верховной рады Украины[111].
- Сигурьоун "Сьонни" Бринк (36) — исландский певец и композитор[112].
- Тулинов, Анатолий Филиппович (86) — советский и российский физик.
- Храмов, Вячеслав Владимирович — оперный певец, солист Самарского академического театра оперы и балета, народный артист Российской Федерации[113].

### 18 января
- Глухов, Вадим Алексеевич (45) — советский и российский музыкант, гитарист группы Сектор Газа
- Дёмин, Кирилл Вадимович (44) — артист Государственного академического Малого театра и кино, заслуженный артист России (2001). [www.kino-teatr.ru/teatr/acter/m/ros/48193/bio/]
- Кубалек, Антонин (75) — чешский и канадский пианист[114].
- Кусугак, Хосе (60) — канадский политик эскимосского происхождения; рак[115].
- Никольский, Борис Николаевич (79) — российский писатель, главный редактор журнала «Нева» (1984—2006)[116].
- Марлье, Марсель (80) — бельгийский художник-иллюстратор, автор рисунков к серии детских книжек о маленькой девочке Мартине[117].
- Роговин, Милтон (101) — американский фотограф[118].
- Тарас, Виталий Валентинович (54) — белорусский писатель и публицист[119].
- Шрайвер, Роберт Сарджент (95) — американский политик, первый директор американского корпуса мира и кандидат в вице-президенты США (1972), муж Юнис Кеннеди-Шрайвер, тесть Арнольда Шварценеггера[120].

### 19 января
- Боднар, Игорь Ярославович (70) — украинский график.[источник не указан 4592 дня]
- Гордеев, Дмитрий Иванович (60) — российский художник[121].
- Разумный, Владимир Александрович (86) — доктор философских наук, профессор, действительный член Академии педагогических и социальных наук[122].
- Сарайва Геррейру, Рамиру (93) — министр иностранных дел Бразилии (1979—1985)[123].
- Чистоплясов, Степан Иванович (81) — министр пищевой промышленности РСФСР (1979—1987), секретарь Президиума Верховного Совета РСФСР (1987—1990)[124].

### 20 января
- Гордон, Брюс (94) — американский актёр[125]
- Кастальский, Сергей Евгеньевич (57) — советский и российский рок-журналист[126].
- Перес, Соня (87) — супруга президента Израиля Шимона Переса[127].
- Прайс, Рейнольдс (77) — американский писатель[128].
- Розметов, Садулла (90) — известный туркменский земледелец, председатель сельскохозяйственного акционерного общества имени С.Розметова в Дашогузском велаяте Туркменистана. Герой Туркменистана[129].
- Смушкевич, Игорь Зиновьевич (77) — белорусский фехтовальщик и баскетболист, поэт и бард, актёр кино и телевизионный ведущий[130].

### 21 января
- Гаджиев, Аббас Мамед оглы (78) — азербайджанский ученый, доктор филологических наук.
- Гейсс, Тони (86) — американский сценарист («Земля до начала времён»)[131].
- Жабин, Александр Степанович (49) — российский актёр-иллюзионист и телевизионный ведущий. [www.kino-teatr.ru/kino/acter/star/292940/bio/]
- Левин, Юрий Владимирович (74) — старейший преподаватель Центральной детской музыкальной школы при Московской консерватории[132].
- Наролин, Михаил Тихонович (77) — губернатор Липецкой области (1993—1998)[133].
- Олдридж, Тиони В. (78) — американский арт-директор и художник по костюмам в театре и кино. Обладательница кинопремии «Оскар» за лучший дизайн костюмов в фильме Великий Гэтсби (1975)[134].
- Оппенгейм, Деннис (73) — американский художник, скульптор, фотограф[135].
- Чадович, Николай Трофимович (62) — белорусский писатель-фантаст[136].

### 22 января
- Акинс, Верджил (82) — американский боксёр, чемпион мира во втором полусреднем весе (1958)[137].
- Клинова, Вера Павловна (60) — актриса Калининградского областного драматического театра, заслуженная артистка России[138].
- Фёдорова, Галина Владимировна (64) — латвийский юрист и политик[139].
- Лоис Смит (81) — канадская балерина.

### 23 января
- Амелин, Георгий Иванович (89) — ветеран Великой Отечественной войны, Герой Советского Союза[140].
- Воробьёв, Егор Терентьевич (92) — ветеран Великой Отечественной войны, Герой Советского Союза[141].
- Жила, Андриан Лаврович (72) — советский футболист[142].
- Лалэйн, Джек (96) — «крёстный отец» фитнеса[143].
- Шумский, Вячеслав Михайлович (89) — российский кинооператор, народный артист РСФСР, лауреат Ленинской премии (1980) и трёх Государственных премий СССР (1970, 1975, 1985). [www.kino-teatr.ru/kino/operator/sov/28660/bio/]

### 24 января
- Айхингер, Бернд (61) — немецкий кинопродюсер, сценарист и режиссёр[144].
- Бхимсен Джоши (88) — индийский певец, лауреат Бхарат Ратна[145].
- Голдобин, Сергей Анатольевич (56) — Член Союза Архитекторов России (с 1985), Почётный архитектор России (2005)[146].
- Мырзалиев, Кадыр Гинаятович (76) — народный писатель Казахстана, поэт, автор первого государственного гимна Республики Казахстан[147].
- Самуэль Руис (86) — мексиканский церковный деятель, епископ, Лауреат премии «Simon Bolivar International Prize» ЮНЕСКО в 2000 году[148].
- Тарар, Султан Амир — сотрудник пакистанской разведслужбы, «крёстный отец» движения Талибан[149].
- Чиф Скай Игл (93) — американский актёр. [www.kino-teatr.ru/kino/acter/hollywood/333601/works/]
- Яблонская, Анна, настоящее имя Анна Григорьевна Машутина (29) — украинский драматург; погибла при взрыве в Домодедове[150].

### 25 января
- Белл, Дэниел (социолог) (91) — американский социолог и публицист, основатель теории постиндустриального (информационного) общества[151].
- Магнусов, Герман Владимирович (33) — саратовский театральный режиссёр, актёр. [www.kino-teatr.ru/teatr/activist/136340/bio/]
- Кронин, Винсент (61) — британский писатель, автор всемирно известных исторических романов и биографий[152].
- Цветков, Юрий Николаевич (69) — белорусский оператор, режиссёр, сценарист [www.kino-teatr.ru/kino/director/sov/42637/bio/].

### 26 января
- Лувин, Чарли (83) — американский кантри-музыкант, участник дуэта The Louvin Brothers[153].
- Меркадер, Мария (92) — итальянская и французская актриса испанского (каталонского) происхождения[154].
- Родионов, Александр Фёдорович (39) — белорусский баскетболист, чемпион Европы среди молодежи 1994 года[155].
- Скачча, Марио (91) — итальянский актёр. [www.kino-teatr.ru/kino/acter/euro/164804/works/]
- Херберт, Джон (81) — бразильский актёр [www.kino-teatr.ru/kino/acter/m/latin/182679/bio/]
- Шёстранд, Туре (89)) — шведский спортсмен, чемпион Олимпийских игр в Лондоне (1948) по бегу на 3000 метров с препятствиями[156].

### 27 января
- Каллас, Чарли (86) — американский актёр. [www.kino-teatr.ru/kino/acter/hollywood/83356/works/]
- Маэстре, Пако (53) — испанский актёр. [www.kino-teatr.ru/kino/acter/euro/52329/works/]
- Стефан, Александр (65) — немецкий актёр. [www.kino-teatr.ru/kino/acter/euro/333294/bio/]
- Фрейманис, Мартыньш (33) — латвийский поп-музыкант[157].

### 28 января
- Буянов, Пётр Кузьмич (92) — старейший футболист донецкого «Шахтёра»[158].
- Валюлис, Скирмантас (72) — литовский филолог, фотограф, театральный и кинокритик, актёр. [www.kino-teatr.ru/kino/acter/post/257759/bio/]
- Варенцов, Владимир Васильевич (63) — народный артист России, лауреат Государственной премии, актёр Томского областного театра драмы. [www.kino-teatr.ru/teatr/acter/m/ros/29553/bio/]
- Коэн, Рэймонд (91) — британский скрипач[159].
- Прайс, Маргарет (69) — британская певица[160].
- Санина, Таисия Леонидовна (87) — солистка Московского театра оперетты, Народная артистка РСФСР. [www.kino-teatr.ru/kino/acter/w/sov/44703/bio/]
- Хомайюн, Дариуш (82) — иранский политик, министр информации и туризма (1977—1978)[161].

### 29 января
- Бэббитт, Милтон (94) — американский композитор[162].
- Варди, Иммануил (95) — американский скрипач[163].
- Гомиду, Жоржия (73) — бразильская актриса. [www.kino-teatr.ru/kino/acter/latin/333600/works/]
- Макнил, Меган (20) — канадская певица и автор песен[164].
- Томпсон, Дороти (87) — британский историк[165].

### 30 января
- Барри, Джон (77) — английский композитор, автор музыки к 11 фильмам о Джеймсе Бонде, пятикратный обладатель кинопремии «Оскар»; инфаркт миокарда[166].
- Бурмистров, Евгений Васильевич (62) — театральный режиссёр. [www.kino-teatr.ru/teatr/activist/11655/bio/]
- Джонс, Энтони (28) — американский боксёр[167].
- Соколов, Вениамин Сергеевич (75) — академик Академии педагогических наук Российской Федерации, ректор Красноярского государственного университета, председатель Совета Республики Верховного Совета РФ, аудитор Счётной палаты РФ.[168]

### 31 января

Лидия Лотман

- Букеева, Хадиша Букеевна (93) — казахская актриса, Народная артистка СССР (1964). [www.kino-teatr.ru/kino/acter/w/sov/31011/bio/]
- Варфоломей (Анания) (89) — митрополит Клужский (с 1993; Румынская православная церковь)[169].
- Грант, Зилфа (91) — британская спортсменка, бронзовая призерка чемпионата Европы по водным видам спорта (1938) в эстафете по плаванию 4×400 м вольным стилем[170].
- Доризо, Николай Константинович (87) — русский поэт[171].
- Каман, Чарльз (91) — американский конструктор вертолётов, изобретатель, предприниматель[172].
- Ламбропулу, Кэти (84) — греческая актриса. [www.kino-teatr.ru/kino/acter/euro/333237/works/]
- Лотман, Лидия Михайловна (93) — российский филолог и литературовед[173].
- Монастырёв, Таллий Диевич (72) — семикратный чемпион СССР по горнолыжному спорту, вице-президент Федерации горнолыжного спорта и сноуборда России[174].
- Нолан, Чарльз (52) — американский дизайнер[175].
- Попов, Александр Иосифович (66) — народный артист России, художественный руководитель Тульского драмтеатра[176].
- Селлер мл., Чарльз (67) — американский режиссёр, сценарист и продюсер[177].
- Сэнборн, Юнис (114) — американская долгожительница, которая до своей кончины считалась старейшим жителем Земли[178].
- Толан, Майкл (85) — американский актёр[179].
- Ханзинг, Эрнст Гюнтер (81) — современный немецкий художник[180].